# João Batista da Silva
João Batista da Silva, ismertebb nevén: Batista (Porto Alegre, 1955. március 8. –) brazil válogatott labdarúgó.

## Pályafutása

### Klubcsapatban
1973 és 1981 között az Internacionalban játszott, melynek színeiben három brazil bajnokságot (1975, 1976, 1979) nyert és négy Gaúcho bajnoki címet szerzett (1975, 1976, 1978, 1981). 1982-ben a Grêmio, 1983-ban a Palmeiras játékosa volt. 1983-ban Olaszországba igazolt a Lazio csapatához, ahol két évet töltött. 1985-ben az Avellinóban szerepelt. 1985 és 1987 között Portugáliában a Belenenses tagja volt. 1988-ban hazatért Brazíliába az Avaí FC-hez, ahol még egy évig játszott. 1987-ben  a Flamengo együttesébe. Később szerepelt még a Fluminense és a Grêmio csapatában is. 

### A válogatottban
1978 és 1983 között 38 alkalommal szerepelt a brazil válogatottban. Részt vett az 1976. évi nyári olimpiai játékokon, illetve az 1978-as és az 1982-es világbajnokságon, és tagja volt az 1979-es Copa Américán résztvevő válogatott keretének is. 

## Sikerei, díjai

### Játékosként
Internacional
- Brazil bajnok (3): 1975, 1976, 1979
- Gaúcho bajnok (4): 1975, 1976, 1978, 1981

Avaí
- Catarinense bajnok (1): 1988

Brazília
- Világbajnoki bronzérmes (1): 1978